# أنطونيو كارديناس رودريغيز
أنطونيو كارديناس رودريغيز (بالإسبانية: Antonio Cárdenas Rodríguez)‏ هو ضابط مكسيكي، ولد في 20 سبتمبر 1903 في ولاية دورانغو في المكسيك، وتوفي في 4 يوليو 1969 في المكسيك.